# Шуровце
Шуровце (словац. Šúrovce) — село, громада округу Трнава, Трнавський край. Кадастрова площа громади — 19.91 км².
Населення 2292 особи (станом на 31 грудня 2020 року).

## Історія
Шуровце згадується 1291 року.

## Населення
| Рік:            | 1994. | 2004.   | 2014.   | 2024.   |
| --------------- | ----- | ------- | ------- | ------- |
| Кількість осіб: | 2163  | 2213    | 2329    | 2245    |
| Різниця:        |       | +2,31 % | +5,24 % | -3,60 % |

| Рік:            | 2023. | 2024.   |
| --------------- | ----- | ------- |
| Кількість осіб: | 2225  | 2245    |
| Різниця:        |       | +0,89 % |